# اختبار تورم أذن الفأر
اختبار تورم أذن الفأر (بالإنجليزية: Mouse ear swelling test)‏ هو اختبار سمية يهدف إلى محاكاة تفاعلات جلد الإنسان مع المواد الكيميائية.